# 스위스와 리히텐슈타인의 우편번호
이 문서에서는 스위스와 리히텐슈타인의 우편번호 체계에 대하여 설명한다.
스위스 내 우편업무를 담당하는 스위스 포스트는 1964년 6월 26일에 우편번호 체계를 도입하였다. 1941년 독일과 1963년 미국에 이어 세계에서는 세번째로 도입한 국가다.
스위스의 우편번호는 4자리이다. 1993년 독일에서 도입된 우편번호 시스템과 마찬가지로 지방자치단체마다 여러 개의 우편번호를 부여받을 수 있다. 자체 우편 번호가 부여된 지역이라고 해서 항상 별개의 행정구역으로 구분될 수 있는 것은 아닌 이유가 이 때문이다. 또한 하나의 우편번호 구역에 여러 코뮌(예: 3048번 - 보르블라우펜의 우편번호지만 베른시, 이티겐시 코뮌 일부 포함)이나 여러 주(예: 8866번 - 치겔브뤼케의 우편번호지만, 글라루스주, 장크트갈렌주 일부 지역이 포함)를 관할하기도 한다. 여기에 대도시의 경우에는 특정 동네 우체국마다 고유 우편번호를 할당하기 힘든 경우가 많다.
리히텐슈타인은 스위스 우편번호 체계에 포함되어 있으며 독일 영토이자 월경지인 뷔징겐도 자국 우편번호 DE-78266 외에 스위스 쪽 우편번호를 부여받고 있다. 같은 사정의 이탈리아 월경지인 캄피오네디탈리아도 한때 스위스 우편번호 CH-6911을 부여받았으나 2020년 1월부로 무효화되었으며 해당지역의 모든 우편에는 이탈리아 우편번호 IT-22061을 사용하도록 되어 있다. 이는 유럽 연합의 관세구역 편입에 따른 조치다. 또한 스위스 포스트는 이탈리아 도모도솔라에 대해서도 우편번호 CH-3907를 부여하고 우체국까지 두고 있었으나, 현재는 심플론 (Simplon) 마을에 한하여 사용되고 있다.

## 우편번호 양식(PLZ/NPA)
스위스의 우편번호는 서쪽에서 동쪽 방향 순으로 번호가 매겨진다. 칸톤이나 구 등의 행정구역과는 별개이며, 우편배송을 담당하는 철도 노선과 포스트버스 경로를 따라 번호를 할당하게 된다. 대도시의 우편번호는 00으로 끝나며, 해당 지역에 대도시가 없을 경우에는 따로 할당되지 않는다.
스위스는 총 9개의 우편구역으로 나뉜다. 각 구역은 우편 관할구역으로 세분화된다. 관할구역마다 최대 100단위의 번호가 할당된다.
우편번호는 다음과 같은 양식을 따른다.
3436 Zollbrück (졸브뤼크)
3 = 우편구역 (베른)
34 = 관할구역 (부르그도르프)
343 = 우편배달 경로 (부르크도르프 - 랑나우)
3436 = 최종 우편번호 (졸브뤼크)
단, 우편배달 경로에 따라 매겨지는 세 번째 숫자는 오늘날 들어서 명목상의 번호로만 남아 있다. 과거에는 우편물마다 고정된 철도 노선, 우편배달 경로를 따라 배송이 이뤄졌기에 이러한 구분이 필요했으나, 현대의 물류업계 특성상 이러한 관행은 더 이상 필요하지 않게 된 것이다.
리히텐슈타인의 우편번호 양식은 스위스와 동일하며, 9480에서 9499까지의 번호가 할당되어 있다.

## 우편번호 목록
- 1xxx - 서부 스위스 (남부)

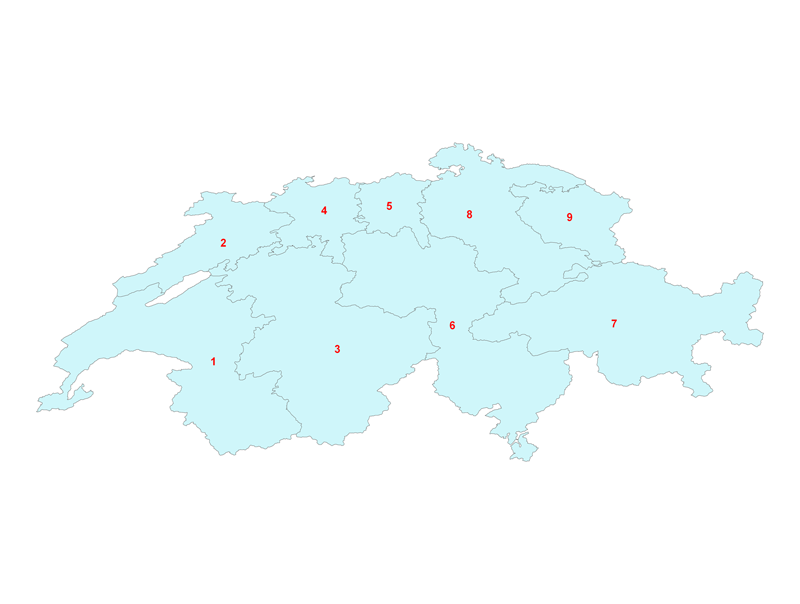
네 자리 우편번호 중 첫번째 숫자에 해당되는 우편구역의 경계지도

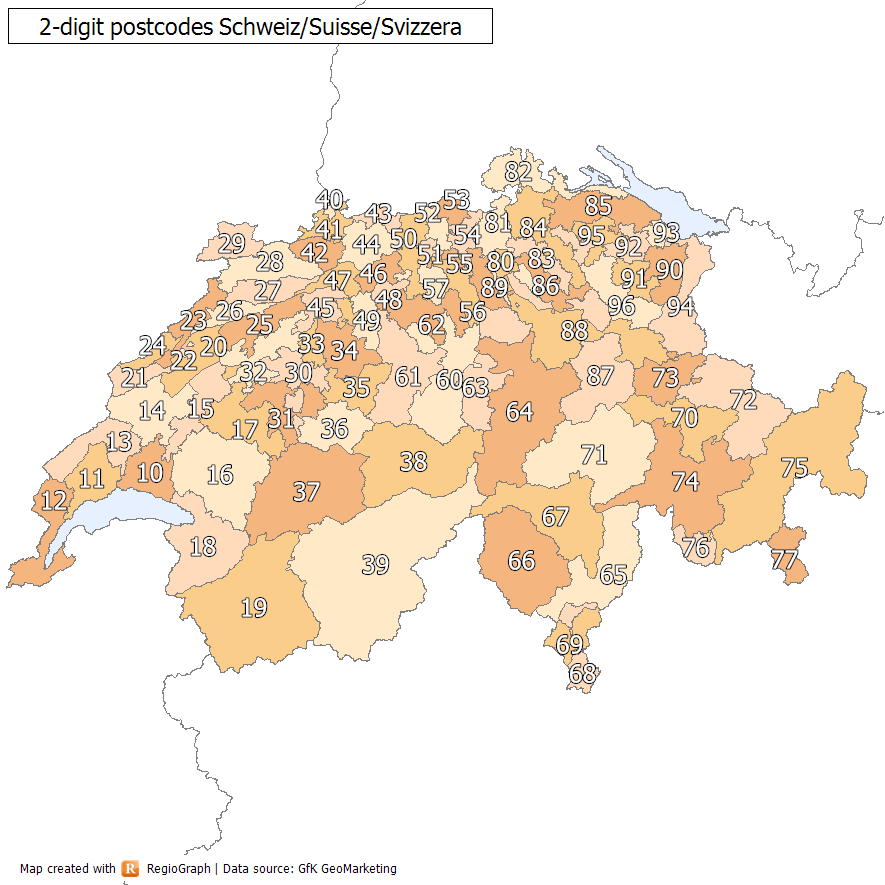
두번째 숫자에 해당되는 우편 관할구역의 경계지도. 첫번째 숫자 (우편구역 번호)와 함께 쓰여져 있다.

  - 10xx - 로잔, 에샬랑 지역 (북서부 일대)
  - 11xx - 모르주, 롤 지역
  - 12xx - 제네바주, 니옹 지역
  - 13xx - 로잔~이베르동 사이 지역 쥐라산맥 일대 (코소네, 오르브, 발로브)
  - 14xx - 이베르동, 에스타바예르라크 (VD/FR)
  - 15xx - 무동, 뤼상, 아방슈 (VD/FR)
  - 16xx - 로몽, 뷜 (VD/FR)
  - 17xx - 프리부르 지역~무르텐호 일대 (뮌헨빌러)
  - 18xx - 제네바호 동부 (브베, 몽트뢰), 샤블레 (에이글, 몽테, 생모리스 VD/VS)
  - 19xx - 발레 남부 (마르티니, 시옹) - 시에르 지역 제외
- 2xxx - 서부 스위스 (북부)
  - 20xx - 뇌샤텔 지역
  - 21xx - 발드트라베르 NE, 부드리
  - 22xx - 발드뤼즈 북부
  - 23xx - 라쇼드퐁, 프랑슈몽타뉴, 발드뤼즈
  - 24xx - 르로클, 라사뉴
  - 25xx - 빌/비엔, 빌호, 그렌헨, 쿠르틀라리
  - 26xx - 발롱드생티미에르
  - 27xx - 베른 쥐라 (타반, 트라믈랑, 무티, 프랑슈 몽타뉴)
  - 28xx - 들레몽
  - 29xx - 아주아 (포랑트뤼)
- 3xxx - 베른주와 발레주 북부
  - 30xx - 베른시와 교외 집합체
  - 31xx - 베른 남부 교외 집합체
  - 32xx - 실란트 (아베르크, 인스, 케르체르스, 리스)
  - 33xx - 베른~졸로투른 사이 지역
  - 34xx - 부르크도르프, 오베라가우 (랑엔탈 제외)
  - 35xx - 에멘탈
  - 36xx - 툰 지역
  - 37xx - 슈피츠, 지멘탈 지역
  - 38xx - 인터라켄, 하슬리탈 지역
  - 39xx - 발레 북부와 시에르, 크란스몬타나 지역
- 4xxx - 바젤 지역
  - 40xx - 바젤시
  - 41xx - 라이멘탈, 비어스탈, 리헨, 베팅겐, 프라텔른
  - 42xx - 라우펜탈, 슈바르츠부벤란트
  - 43xx - 프릭탈 서부 (라인펠덴, 슈타인 AG)
  - 44xx - 바젤란트주
  - 45xx - 졸로투른 지역
  - 46xx - 올텐 지역
  - 47xx - 오엔징엔, 발슈탈 지역
  - 48xx - 초핑엔 지역
  - 49xx - 랑엔탈 지역
- 5xxx - 아라우 지역
  - 50xx - 아라우시와 그 일대, 프릭탈 동부 (프리크, 라우펜부르크)
  - 51xx - 빌데크, 쉰츠나흐 지역
  - 52xx - 브루크, 메타우어탈 지역
  - 53xx - 투르기~콜벤츠 지역
  - 54xx - 바덴, 베팅엔 지역
  - 55xx - 멜링엔 지역
  - 56xx - 렌츠부르크, 볼렌, 브렘가르텐, 무리 (프라이암트) 지역
  - 57xx - 쿨름, 바인빌, 쾰리켄, 사펜빌 지역
- 6xxx - 중부 스위스 (이너슈바이츠)와 티치노주
  - 60xx - 루체른 지역, 옵발덴주
  - 61xx - 엔틀레부흐, 빌리자우
  - 62xx - 젬파흐, 주르제, 호흐도르프 지역
  - 63xx - 추크주, 니트발덴주
  - 64xx - 슈비츠주 (오세르슈비츠 제외), 우리주
  - 65xx - 벨린초, 메솔치나, 발카란카 (GR)
  - 66xx - 로카르노, 발레마지나, 발베르차스카
  - 67xx - 레벤티나구, 발블레니오
  - 68xx - 멘드리소토
  - 69xx - 루가노 지역
- 7xxx - 그라우뷘덴주
  - 70xx - 쿠어, 샨피크 (아로자), 도마트/엠스, 플림스
  - 71xx - 뷘드너오버란트
  - 72xx - 프레티가우, 다보스
  - 73xx - 뷘드너헤르샤프트, 란트퀴아르트, 자르간스
  - 74xx - 힌터하인, 알불라
  - 75xx - 엥가딘, 발뮈스테어
  - 76xx - 베르겔
  - 77xx - 포스키아보
- 8xxx - 취리히 지역
  - 80xx - 취리히시
  - 81xx - 취르허오버란트 (취리히 고원지대)
  - 82xx - 샤프하우젠, 크로이츠링겐, 뷔징겐암호흐르하인 (독일 월경지)
  - 83xx - 클로텐, 취르허오버란트, 힌빌, 힌터투어가우
  - 84xx - 빈터투어, 퇴스 지역
  - 85xx - 프라우엔펠트, 바인펠덴, 암리스빌, 로만스호른
  - 86xx - 뒤벤도르프, 취르허오버란트, 지 (SG)
  - 87xx - 취리히호 우안 지역, 가스터/지 (SG), 글라루스주
  - 88xx - 링케스취리히소이퍼, 오세르슈비츠 (마르흐구, 회페구, 아인지델른 SZ), 글라너운터란트, 사간설란트/발렌제
  - 89xx - 리마트, 알비스, 크노나우어암트, 뮈츠셸렌, 켈러람트 (아르가우주 동쪽 끝)
- 9xxx - 동부 스위스 (오스츠바이츠)
  - 90xx - 장크트갈렌, 아펜첼 지역
  - 91xx - 헤리자우 지역
  - 92xx - 고사우, 플라빌, 우츠빌. 비쇼프첼 지역
  - 93xx - 아르본 지역
  - 94xx - 스위스 로르샤흐, 라인탈 지역, 리히텐슈타인
  - 95xx - 빌 지역
  - 96xx - 토겐부르크

## 도시
- 1211: 제네바시 (제네바의 모든 우편함 주소를 가리키는 일반 우편번호로, 이 우편번호 뒤에 특정 사서함이 위치한 우체국의 고유 숫자가 붙는다. (예: 1211 Geneva 7) 
  - 1 - 몽블랑, 10 - 유엔 기구, 11 - 스탕 대로, 12 - 샹펠, 13 - 레샤르미유, 14 - 주립병원, 16 - 그랑프레, 17 - 말라뇨, 18 - 생장, 19 - 프티사코네, 2 - 코르나방/스위스콤, 20 - CIC, 21 - 레파키, 22 - 국제노동기구, 23 -  CERN, 24 - 레자카시아, 26 - 라프레유 / 군부대,  27 - 국제보건기구, 28 - 르부셰, 3 - 리브, 4 - 플랭팔레, 5 - 제네바 우체국 본부, 6 - 레조비브, 7 - 세르베트, 70 CS, 8 - 종시옹, 84 - 투표소, 9 - 라클뤼즈)
- 80xx: 취리히시. 스위스 우편번호 도입 이전에 만들어진 우편번호다. 각 도시 구역의 번호가 우편 번호의 마지막 번호로 쓰인다. 취리히주 정부 전용 우편번호는 8090이다.
- 3003: 베른에 위치한 연방 행정부 전용 우편번호.

## 리히텐슈타인
- 9485: 넨델른
- 9486: 샨발트
- 9487: 감프린
- 9488: 셸렌베르크
- 9489: 샨
- 9490: 파두츠
- 9491: 루겔
- 9492: 에센
- 9493: 마우렌
- 9494: 샨
- 9495: 트리젠
- 9496: 발저스
- 9497: 트리젠베르크
- 9498: 플랑켄
- 9499: (없음)

## 같이 보기
- 스위스 포스트